# Pineville (Missouri)
Pineville – miasto w Stanach Zjednoczonych, w stanie Missouri, siedziba administracyjna hrabstwa McDonald.